# テック・ノワール
テック・ノワール（サイバー・ノワール、フューチャー・ノワール、SF・ノワール）は、フィクション作品、特に映画におけるフィルム・ノワールとSFのハイブリッドジャンルである。代表的な作品として、『ブレードランナー』（1982年）や『ターミネーター』（1984年）が挙げられる。テック・ノワールは「現実世界のあらゆる側面を脅かす、破壊的でディストピア的な力としての技術」を提示している。

## 起源
ジェームズ・キャメロンが『ターミネーター』で、ナイトクラブの名前として使用したが、これがフィルム・ノワールとSFの要素を想起させる名称として注目された。

## 先駆用語
ノワールという言葉は、1940年代から1950年代におけるアメリカの白黒映画を指すフランス語の用語である。元々は"黒の映画", "闇の映画"といった意味を持っており、当時のアメリカ映画が「常に夜の都市の風景が映されている」ように見えたこと、適切に暗い主題やしばしば性的、魅力的かつスタイリッシュで暴力的な世界観を持っていたことが由来となっている。このジャンルは、レイモンド・チャンドラーの『大いなる眠り』や『さらば愛しき女よ』など、数多くの犯罪小説によって知られていた。私立探偵のヒーローと魅力的で致命的なヒロインの連続を持つ犯罪スリラーに代表されることが多い古典的なノワール形式は、「探偵ノワール」と呼ばれることもある。
その後、ネオ・ノワール（フィルム・ノワールの復興を目指したジャンル）や冷戦ノワール（核時代の緊張とパラノイアを主題としたジャンル）、ブラックノワールとも呼称されるブラックスプロイテーション・フィルム、ノルディック・ノワールなど、さまざまな関連用語が出現した。同じ由来から、サイバー・ノワール（未来ノワール）が登場する。このジャンルはコンピューターやハイテクを基軸とした現実世界、技術生成された仮想世界の片方もしくは両方を扱うもので、よく陰謀や犯罪企業が取り上げられることも特徴である。

### SF・ノワール
1960年代以降、フィルム・ノワールのクロスオーバー作品またはハイブリッド作品における最も重要な傾向は、SFに関係している。ジャン＝リュック・ゴダールの『アルファヴィル』（1965年）では、レミー・コーションはthe city of tomorrowに住む旧式の私立探偵の名前である。『グラウンドスター陰謀』（1972年）は、執拗な捜査官と記憶喪失者ウェルズを中心に話が展開する。アメリカSF・ノワールの先駆作である『ソイレント・グリーン』（1973年）は、明らかにノワール検出プロットで構成されており、ディストピアな近未来を描写している。この映画は、20年前に『札束無情』（1950年）や『狭いマージン』（1952年）などの強力なB・ノワールと同様、リチャード・フライシャーが監督した。

### サイバー・ノワール
サイバー・ノワールでは、テック・ノワールとも呼ばれ、コンピューターと高水準技術を持つ人物らのダークな悪ふざけ的世界観や科学によって生成された裏世界の仮想風景、またはその両方を扱っている。この用語は、テクノロジーとサイエンスフィクションの組み合わせである"cyber-"（サイバーパンクと同様の接頭詞）と"-noir"（フィルム・ノワールと同様の接尾詞）を表すかばん語である。
関連するサイバーパンクのジャンル自体も別のかばん語となっている。"cyber-"は操舵手を意味するギリシャ語のκυβερνήτηςkubernétesを由来としており、サイバネティックスで使用される接頭辞であり、通常は人間と機械のインターフェースとして扱われている。"パンク (punk)"のキーワードは疎外であり、元々は若い男娼を指すアフリカ系アメリカ人の俗語であり、後に社会の部外者、転じてパンク音楽とサブカルチャーの対象と主題と組み合わされる。

## テック・ノワールの発展
古典的なフィルム・ノワールの冷笑的、スタイリッシュな観点は、1980年代初頭におけるサイバーパンクジャンルの形成に影響を及ぼした。サイバーパンクに最も直接的な影響を与えた映画は『ブレードランナー』（1982年）である。本作は映画全体を通して明確で刺激的な古典的なノワール映画の雰囲気に対してのオマージュを払っている（監督であるリドリー・スコットはその後、1987年のノワール犯罪メロドラマ『誰かに見られてる』を監督している）。
テック・ノワールの強力な要素は、ディストピア風刺映画『未来世紀ブラジル』（1985年）や『ロスト・チルドレン』（1995年）にも登場する。学者のジャマルディン・ビン・アジズは、他の「フューチャー・ノワール」映画において「フィリップ・マーロウの影響が見受けられる」ことを観察した。主人公は、フィルム・ノワールのモチーフと『すばらしい新世界』を受けたシナリオを融合させた、『ガタカ』（1997年）で調査の対象となっている。『13F』（1999年）は、『ブレードランナー』のように古典的なノワールへの明示的なオマージュを提示しており、この場合仮想現実についての憶測が含まれている。SFやノワール、アニメーションといったジャンルは、押井守監督の日本映画『GHOST IN THE SHELL / 攻殻機動隊』（1995年）や『イノセンス』 （2004年）、フランスの『ルネッサンス』（2006年）、アメリカではディズニー作品の続編『トロン: レガシー』（2010年）で同時に使用されている。